# Brugelette
Brugelette es un municipio belga perteneciente a la provincia de Henao, en la Región Valona.
Su principal monumento es el castillo de Attre, del siglo XVIII. Parte de la base aérea de Chièvres pertenece a su término municipal.
A 1 de enero de 2019 tiene 3728 habitantes en una superficie de 28,4 km².

## Geografía
Se ubica en la periferia oriental de Ath, unos 15 km al norte de Mons junto a la carretera N56.

### Secciones del municipio
El municipio comprende los antiguos municipios, que se fusionaron en 1977:
| - Brugelette - Cambron-Casteau - Attre - Mévergnies-lez-Lens - Gages |

## Demografía

### Evolución
Todos los datos históricos relativos al actual municipio, el siguiente gráfico refleja su evolución demográfica, incluyendo municipios después de efectuada la fusión el 1 de enero de 1977.
| Gráfica de evolución demográfica de Brugelette entre 1846 y 2019 |
|                                                                  |